# Rafael Grünenfelder
Rafael Grünenfelder (Vaduz, 20 de marzo de 1999) es un futbolista liechtensteiniano que juega en la demarcación de defensa para el FC Triesen de la 3. Liga.

## Selección nacional
Tras jugar en la Selección de fútbol sub-17 de Liechtenstein, la selección sub-19 y en la selección sub-21, finalmente el 25 de marzo de 2021 hizo su debut con la selección absoluta en un encuentro de clasificación para la Copa Mundial de Fútbol de 2022 contra Armenia que finalizó con un resultado de 0-1 a favor del combinado armenio tras un autogol de Noah Frommelt.

## Clubes
| Club       | País          | Año       | Partidos | Goles |
| ---------- | ------------- | --------- | -------- | ----- |
| FC Balzers | Liechtenstein | 2017-2023 | 60       | 1     |
| FC Triesen | Liechtenstein | 2023-     | 3        | 0     |